# Myronivka (huyện)
Huyện Myronivka (tiếng Ukraina: Миронівський район, chuyển tự: Myronivkas’kyi raion) là một huyện của tỉnh Kiev thuộc Ukraina. Huyện Myronivka có diện tích 904 km², dân số theo điều tra dân số ngày 5 tháng 12 năm 2001 là 40488 người với mật độ 45 người/km2. Trung tâm huyện nằm ở Myronivka.